# Agent przyszłości
Agent przyszłości (ang. Jake 2.0, 2003–2004) – amerykański serial sensacyjny science-fiction nadawany przez stację UPN od 10 września 2003 roku do 6 lutego 2004 roku. W Polsce nadawany przez kanał AXN.

## Opis fabuły
Jake Foley (Christopher Gorham), technik komputerowy pracujący dla Agencji Bezpieczeństwa Narodowego (NSA – National Security Agency), zawsze marzył, by zostać supermanem albo tajnym agentem. Nie spodziewał się tylko, że będzie i jednym, i drugim. A staje się to podczas strzelaniny w laboratorium, gdy przypadkiem zostaje mu wstrzyknięta tajemnicza substancja, dzięki której Jake zostaje wyposażony w ponadludzkie umiejętności. Dysponuje teraz ogromną siłą, szybkością równą świetlnej, doskonałym słuchem i wzrokiem, może także „porozumiewać” się z komputerami. Kierownictwo Agencji postanawia wykorzystać ten nieoczekiwany dar losu i zrobić z niego superagenta. W czasie szkolenia niepozorny informatyk zdaje sobie sprawę, że odtąd będzie musiał wieść podwójne życie i ukrywać wszystko przed bliskimi.

## Obsada

### Główni
- Christopher Gorham jako Jake Foley
- Philip Anthony-Rodriguez jako Kyle Duarte
- Judith Scott jako Louise "Lou" Beckett
- Marina Black jako Sarah Carter
- Keegan Connor Tracy jako doktor Diane Hughes

### Pozostali
- Miranda Frigon jako Susan Carver
- Rachel Hayward jako Valerie Warner
- Grace Park jako Fran Yoshida
- Kurt Evans jako Agent Hart
- Jesse Cadotte jako DuMont